# 横川楓
横川 楓（よこかわ かえで、1990年〈平成2年〉8月13日 - ）は、日本の経済評論家、金融教育活動家、金融・経済アナリスト、文化人タレント。
東京都世田谷区出身。一般社団法人日本金融教育推進協会代表理事。ホリプロ所属。

## 来歴
明治大学法学部法律学科卒業、明治大学大学院グローバル・ビジネス研究科経営学修士。
ファイナンシャルプランナー (AFP)、マイナンバー管理アドバイザー、マネーマネジメント検定、SDGs検定など合格。
2015年より「誰よりも等身大の目線でわかりやすく」「やさしいお金の専門家」「推し活マネー専門家」「マネーコンテンツクリエイター」など称して活動を開始。
2022年1月から金融教育と金融リテラシー普及のため、日本金融教育推進協会の代表理事を務める。OECDに事務局を置く「金融教育に関する国際ネットワーク (INFE)」 GlobalMoneyWeekAnnualReport2022 に掲載される。

## 人物
好きな言葉は「やった後悔よりも、やらなかった後悔の方が深く残る」。
アイドルが大好きで、学生時代は地下アイドルとして活動した。小嶋陽菜の大ファンで、小嶋陽菜がプロデュースするライフスタイルブランド「Her lip to」の服を好んで着用している。
趣味は映画鑑賞と漫画を読むことで、『美少女戦士セーラームーン』の月野うさぎと『呪術廻戦』の乙骨憂太のファンで、『幽☆遊☆白書』を好む。
漫画好きが高じて、漫画『三億円高校生』の原案協力をしている。
推しが複数おり、オタ活と推し活が頻繁である。

## 書籍
- 『ミレニアル世代のお金のリアル』（2019年2月8日発売、フォレスト出版）ISBN 978-4866800219[11]
- 『お金の不安と真剣に向き合ったら人生のモヤモヤがはれました！』（2024年3月15日発売、オーバーラップ）ISBN 978-4824007018

## 出演

### テレビ
- バラいろダンディ（2019年6月13日、東京メトロポリタンテレビジョン)
- そこまで言って委員会（2019年7月21日、読売テレビ）
- News TOKYO FLAG（2020年4月16日、東京メトロポリタンテレビジョン）
- 不可避研究中（2020年9月25日、NHK）
- くりぃむしちゅーのハナタカ!優越館（2020年10月22日、テレビ朝日）
- Nスタ（2021年2月22日、TBSテレビ）
- ひるおび！（2021年3月15日、TBSテレビ）
- サンデージャポン（2021年11月28日、TBSテレビ）
- 東京マーケットワイド（2022年3月14日、東京メトロポリタンテレビジョン）
- いまを楽しむ“投資”をはじめよう（2022年3月21日、BSテレビ東京）
- 日曜日の初⽿学（2022年4月24日、TBSテレビ）
- newsevery.（2022年5月27日、日本テレビ）
- ZIP!（2022年9月28日、日本テレビ）
- ポップUP!（2022年9月28日・10月14日、フジテレビ）
- グッド！モーニング（2022年10月28日、テレビ朝日）

### ネット配信
- Abema Prime（2019年6月11日、AbemaNews）
- トレンド！withnewsTV（2021年12月6日、朝日新聞社）
- TheUPDATE （2021年12月7日、NewsPicks）
- NIKKEI LIVE（2022年3月1日、日本経済新聞社）
- ABEMAヒルズ（2021年9月17日・10月27日・11月12日・12月21日、2022年1月18日・2月8日・3月7日・4月6日・5月9日・6月13日・7月25日・8月22日・9月26日・10月24日、AbemaNews）

### YouTubeチャンネル
- チャンネルThink（株式会社ウイルアライアンス）

- スパ副業研究所 SPA! Labo（扶桑社）
- NIKKEI マネーのまなび（日本経済新聞社）
- ナビナビチャンネル【お金の悩みを解決するチャンネル】（エイチーム）
- ジブン向上委員会（ミュゼプラチナム）
- stockvoiceTV（STOCKVOICE）
- ハフポスト日本版ハフライブ (BuzzFeed Japan)

### ラジオ
- 倉持明日香のバトラジ！（2019年3月12日・3月19日、TOKYOFM）
- simple style －オヒルノオト－（2020年6月8日、JFN）
- STEP ONE（2020年10月21日、J-WAVE）
- Society5.0香格里拉（2020年11月22日、2021年4月11日、文化放送）
- シャングリラ（2021年12月12日、2022年3月13日、文化放送）
- ジェーン・ス― 生活は踊る（2022年1月20日、TBSラジオ）
- OH! HAPPY MORNING（2022年8月3日、JFN）
- 垣花正あなたとハッピー！（2022年8月25日、ニッポン放送）
- NHKジャーナル（2022年10月17日、NHK）

## 連載

### 雑誌
- 『会計人コース』「受験生かえでのインスタ日記」（中央経済社）
- 『FINE BOYS』「ハタチの経済学」（日之出出版）
- 『たのしい幼稚園』「まねみちゃん&まねぶうのおかねレッスン」（講談社）
- 『情報誌ALPS』「Under35が身につけておきたいお金の知識」（地域社会ライフプラン協会）

### 新聞
- 『日刊ゲンダイ』「お父さんのための最新節約講座」（日刊現代）

### WEB
- CanCam.jp「横川楓のマネー入門」（小学館）
- 日刊ゲンダイデジタル「お父さんのための最新節約講座」（日刊現代）
- DAILY ANDS「オタクFPの金融漫画愛」（ZUU）
- 基礎から学ぶ、マネー＆ライフ START!「FPかえで先生の知って得する お金の基礎知識」（朝日新聞社）
- FINE BOYS Online「ハタチの経済学」（日之出出版）
- マネラボ「横川楓の絶対に知っておきたいお金のルール」（ファイナンシャルアカデミー）
- 新R25「新R25投信」（CAM）
- HOLICS「行動経済学で恋愛力アップ♡」（DKMedia, Inc.）
- Suits-woman.jp「私たちのリアルマネー診断」（小学館）
- mymo「横川楓のスマート女子」 （iBankマーケティング）
- FYTTE「#大人女子のマイルド貯蓄」（ワン・パブリッシング）
- マイナビニュース「20代が考えたい、ボーナスゼロ時のお金の悩み処方箋」（マイナビ）
- マネー現代（講談社）
- Yahoo!ニュース「横川楓のリアルなお金のニュース」 （Yahoo!）
- 日経doors「20代のための収入アップ＆節約講座」 （日経BP）
- 日経doors「20代のためのお金の新常識」 （日経BP）
- 日経doors「私たち、お金が貯まりません！」（日経BP）
- bizble「ニュースで考えるお金の話」（朝日新聞社）
- かがみよかがみ「“わたし”を守っていくぞのお金塾」（朝日新聞社）
- OneNews「ミレニアル世代のお金の常識」(KADOKAWA)

## インタビュー・取材・コメント

### 雑誌
- 『週刊朝日』
  - ドラッグストアがコンビニを追い抜く日 未来ある7兆円産業（2018年4月24日）
  - ATM手数料で損しない銀行（2018年7月3日）
  - 問い合わせ先つながらず 怒！ 携帯電話のアフターサービス（2018年11月30日）
- 『会計人コース』「みんなの合格体験記」（2018年12月14日、中央経済社）
- 『FRIDAY』「お正月特別企画 芸能界、スポーツ界から文化人まで　今年ブレイクするのはこんな人特集」（2019年1月4日、講談社）[12]
- 『FYTTE』「大人女子のマイルド貯蓄」（2019年5月27日、ワン・パブリッシング）

### 新聞
- 『日刊ゲンダイ』
  - 「仮想通貨に投資するなら 取引所の選び方と売買の基本」
  - 「30代共働き世代は定年までに老後資金2000万円を目標に」
- 『東スポ』「経済評論家・横川楓氏に聞く“お金の新常識”」（2019年2月12日発売）

### WEB
- DAILY ANDS「投資信託メンズ化計画」（ZUU）
- 基礎から学ぶ、マネー＆ライフ START!（朝日新聞社）
  - 80年代生まれの未来は 日本のミライ「つながる」で生まれる新たなチャンスとは
  - 80年代生まれの未来は 日本のミライ長生きがリスクになる社会へ向かって
- iDeCo online「ミレニアル世代へ情報発信 お金を味方にするコツ教えます」（SBI証券）
- 日商簿記検定応援メッセージ「平成生まれの経済評論家 ファイナンシャルプランナー 横川楓さん」（日本商工会議所）
- 保険コネクト：日本の経済ってどうなんだろう？色々と気になる「お金の話」を美人経済評論家に聞いてみた。
- Dybe!：レンタルなんもしない人×お金の専門家・横川楓先生「これからのお金の稼ぎ方」について考えてみた（クイック）
- マネラボ「『ミレニアル世代のお金のリアル』著者・横川楓のピュアな魅力に迫る！」（ファイナンシャルアカデミー）
- 日経doors（日経BP）
  - 「これって普通？ 何が不安？ 私たちのお金のリアル」
  - 「お金の疑問と悩み　何のためにいくらためる？ 備えは？」
- 好書好日：テクノロジー社会ならではの「お金観」を身につけて 「ミレニアル世代のお金の専門家」横川楓さん（朝日新聞社）
- 東洋経済オンライン：30代以下の｢賢い｣保険との付き合い方超基本 手取りが増えない時代のお金の使い方とは（東洋経済新報社）
- BIZ KARTE：フリーランスが知るべき住民税の基本。元会社員なら「何月に退職したか」がポイント（マネーフォワード）
- 新R25“車のサブスク”にも注目。ミレニアル世代のお金の専門家が教える「賢い消費のコツ」(Cyber Now)
- PRESIDENT Online："お金に興味ない"という若者は人生が詰む（プレジデント）
- 教えて!goo：サブスクリプションサービスの賢い利用法をミレニアル世代経済評論家に聞いた！（NTTレゾナント）
- bizSPA!フレッシュ：元地下アイドル「お金の専門家」が教える、若者が恋愛にオクテな理由（扶桑社）
- bis（光文社）
  - 好景気？ 私は全然お金がない！【横川楓が語るbis世代のお金Vol.1】
  - 知らないとヤバイ税金の超基本とリアル！【横川楓が語るbis世代のお金Vol.2】
  - 生きるだけでこんなに?!人生に必要なお金を点検【横川楓が語るbis世代のお金Vol.3】